# Fly Away (富樫美鈴の曲)
「Fly Away 」（フライ・アウェイ）は、富樫美鈴の1枚目のシングル。2011年11月23日に日本コロムビアから発売された。

## 概要
表題曲「Fly Away 」は、テレビアニメ『マケン姫っ!』のオープニングテーマとして起用された。ディスクジャケットには、正面に天谷春恋、櫛八イナホ、姫神コダマが、背後に志那都アズキのイラストが描かれている。

### 主な記録
2011年11月7日付のオリコン週間シングルチャートで49位を獲得。初動売上は1500枚を記録した。また、2011年11月7日付のBillboard JAPAN Hot Singles Salesで53位、2011年11月12日放送分のCOUNT DOWN TV内のThis Week's TOP 100で98位を獲得した

## 批評
CDジャーナルは、「変わった学園で起こる出来事に立ち向かっていく主人公、タケルの元気なキャラクターを表現したポップな楽曲だ」と評した。

## 収録曲
（全作曲・編曲：宮崎誠）
1. Fly Away  [4:06]
作詞：宮崎誠・森月キャス
  - テレビアニメ『マケン姫っ!』オープニングテーマ

富樫曰く「元気で真っすぐな曲」[2]
曲調は富樫の地声よりも高いテンションのため、レコーディング時はひたすらテンションを上げ続け、これを維持していた[3]。
2. アイノウタ [4:46]
作詞：富樫美鈴
ファンへの恩返しが込められた楽曲[3][2]。
「作詞してみる?」と言われて了承した後、自宅で8曲[3]ある曲の中から「アイノウタ」が富樫のイメージに合っており、詞の中で伝えるべきものがあったために選んだ[2]。
3. Fly Away（Instrumental）
4. アイノウタ（Instrumental）